# هربرت اوبله
هربرت اوبله (انگلیسی: Herbert Obele؛ زادهٔ ۱۱ نوامبر ۱۹۸۰) بازیکن فوتبال اهل آلمان است.
از باشگاه‌هایی که در آن بازی کرده‌است می‌توان به باشگاه فوتبال اینگولشتات ۰۴، باشگاه فوتبال نورنبرگ، باشگاه فوتبال آگسبورگ، و باشگاه فوتبال یان رگنسبورگ اشاره کرد.